# Stadtschloss Immenstadt

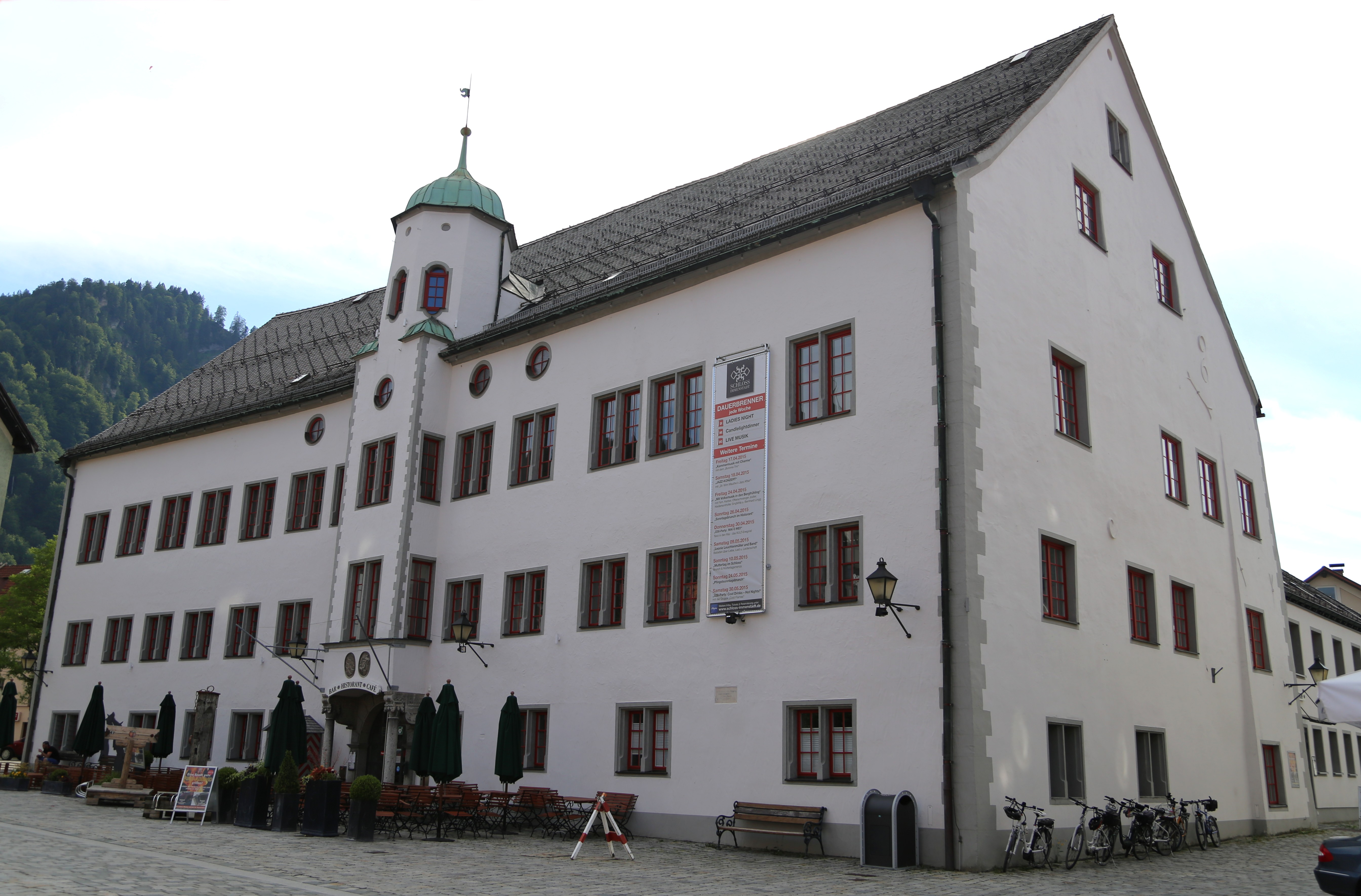
Das Stadtschloss Immenstadt

Das Stadtschloss Immenstadt ist ein Schloss in Immenstadt im Allgäu. Es war bis 1804 Residenzschloss der Grafen Königsegg-Rothenfels.

## Geschichte
Das Stadtschloss wurde ab 1550 von Hugo von Montfort-Rothenfels, dem letzten Reichsgrafen von Montfort-Rothenfels als Rat- bzw. Amtshaus errichtet. Unter Georg zu Königsegg wurde  das Gebäude 1595 bis 1620 zum Schloss erweitert. 1746 erfolgte der Bau des Westflügels, der 1973 abgebrochen wurde. Die Grafschaft Königsegg-Rothenfels des Franz Fidel von Königsegg-Rothenfels kam im Jahr 1804 zu Österreich, der dafür Güter in Österreich und Ungarn erhielt. Bereits am 16. Dezember 1805 kam sie durch den Pressburger Frieden zum Königreich Bayern. Das Stadtschloss wurde daraufhin Sitz eines k.b. Land- bzw. Amtsgerichts. Am 1. Januar 1970 erfolgte die Aufhebung des Amtsgerichts Immenstadt. Im Jahr 2005 erwarb die Stadt Immenstadt vom Freistaat Bayern das Schlossgebäude. Heute ist es in Privatbesitz.

## Baubeschreibung
Das Schloss ist eine dreigeschossige Dreiflügelanlage mit Sattel- bzw. Walmdach und Erkern mit Haubendächern. Der Ostflügel wurde um 1550 errichtet und 1604–1620 verändert. Der Südflügel stammt aus dem 17./18. Jahrhundert, der mittlerweile abgerissene Westflügel von 1746.